# Sportkläder

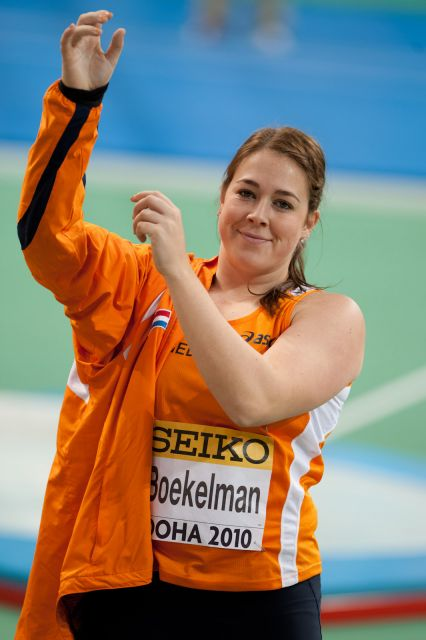
Sportkläder markerar ofta vilken nation den tävlande representerar. Den sportdräkt som Melissa Boekelman bär på bilden representerar Nederländerna.

Sportkläder är kläder som är anpassade till sport. Tävlingskläder är ofta tillverkade och märkta för att markera vilken nationalitet eller vilket lag som den tävlande representerar, samt för att underlätta utövandet av den specifika sporten. De första sportkläderna var kläder för jakt och ridning. Under 1800-talet så särpräglades kläderna allt mer utifrån vilken sport de skulle användas till.
Byxor och shorts används ofta som sportplagg. Skjortor i kraftig bomull samt jackor är vanliga på överkroppen, och gymnastikskor eller andra snörskor med en tjockare gummisula används ofta som skor. De första sportkläderna var ofta av ull eller flanell eller jersey. Syntetiska och stretchmaterial blev vanliga under 1950-talet och 1960-talet och inom många hastighetssporter används kroppsnära overaller eller bodyer i sådana material. I simsporter och vattenpolo används badbyxor eller baddräkt. I båtsporter används regnställ och flytväst. I motorsport har man ofta flamsäkra overaller med anledning av risken för olyckor.
Under 1900-talet har sportkläderna blivit en del av fritidsmodet.